# Renee Sandstrom
Renee Ilene Sandstrom, más conocida como Renee Sands (Worcester, Massachusetts, 15 de febrero de 1974), es una cantante y actriz estadounidense, más conocida por su papel de Renee en el programa infantil Kids Incorporated.

## Carrera
Sands nació en Worcester, Massachusetts.
Formó parte del trío musical Wild Orchid, que incluía la miembro de Kids Incorporated, serie en la cual también participaba, y hermana televisiva Stacy Ferguson, más conocida como Fergie y a Stefanie Ridel. También fue telonera de artistas como Bob Hope y Debbie Reynolds, y 
participó junto a otros miembros de la serie Kids Incorporated en la canción Toy Soldiers  de Martika.
Sands fue la voz de Fiona en las versiones originales de Shrek y Shrek 2, en la que compartió escenas con otro compañero de Kids Inc. Moosie Drier, que fue las voces adicionales de la película. También participó en el corto animado Far Far Away Idol y como actriz en California Indian, donde interpretó a la joven Darlene.
Sands cantó la canción  "Pump it Up", que fue usada para los anuncios de Crystal Light. También cantó junto a Rubén Martínez la canción "Just Like We Dreamed It" en el decimoquinto aniversario de Disneyland Paris. Ella participó en la película original de Disney Channel Camp Rock, en la que fue la voz para las canciones de la actriz Jasmine Richards en su personaje Margaret "Peggy" Dupree, cantando "Here I Am". Ella cantó "Love From Afar" en la banda sonora de Just Friends.